# 天神島
天神島（てんじんじま）とは、神奈川県横須賀市佐島地区にある島。相模湾の一部である小田和湾入口付近に浮かぶ。

## 概要
三浦半島の西海岸、小田和湾の付け根に位置し、1周1キロメートル程度の小島である。島内の天満宮が地域住民らの信仰を集めたため、人の手が入りにくく、海岸部から中心部まで豊かな自然が残っている。
1953年（昭和28年）、天神島のハマユウ（ハマオモト）は自然分布の北限として神奈川県の天然記念物に指定された。さらに1965年（昭和40年）、天神島の一部と笠島、その周辺水域を含めて名勝・天然記念物として指定され、翌年からは天神島臨海自然教育園博物館が管理運営を行っている。

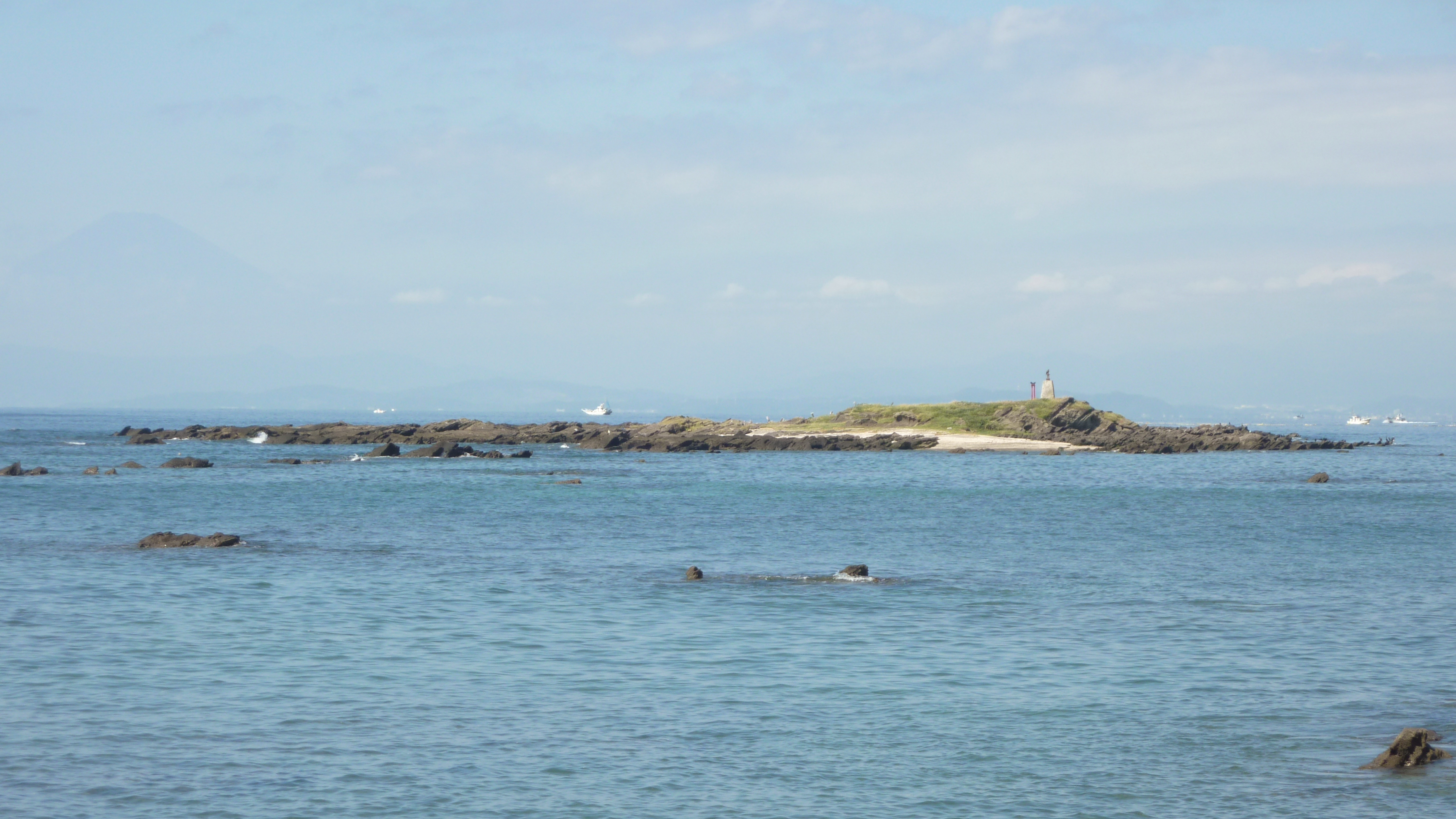
笠島
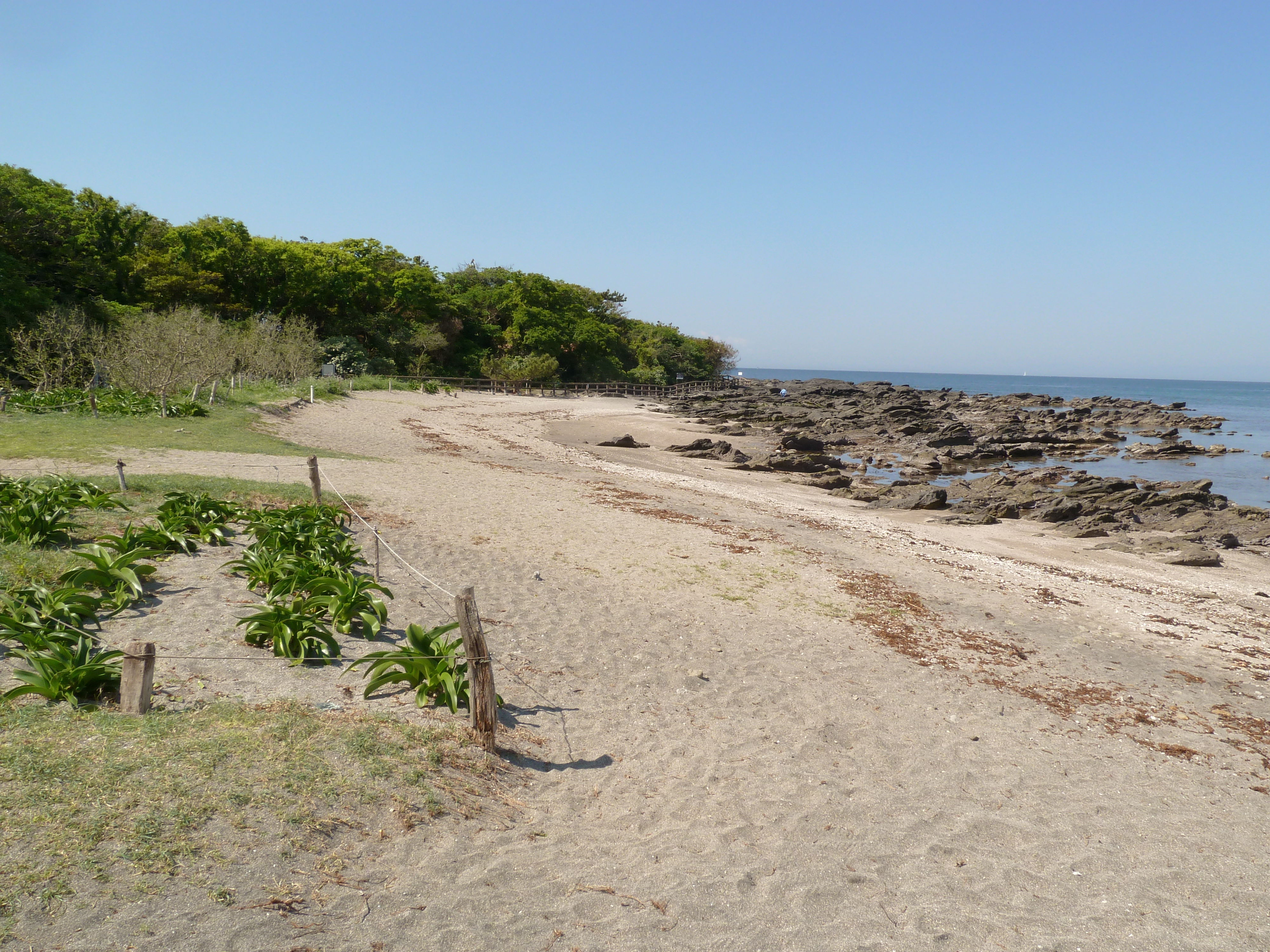
天神島臨海自然教育園
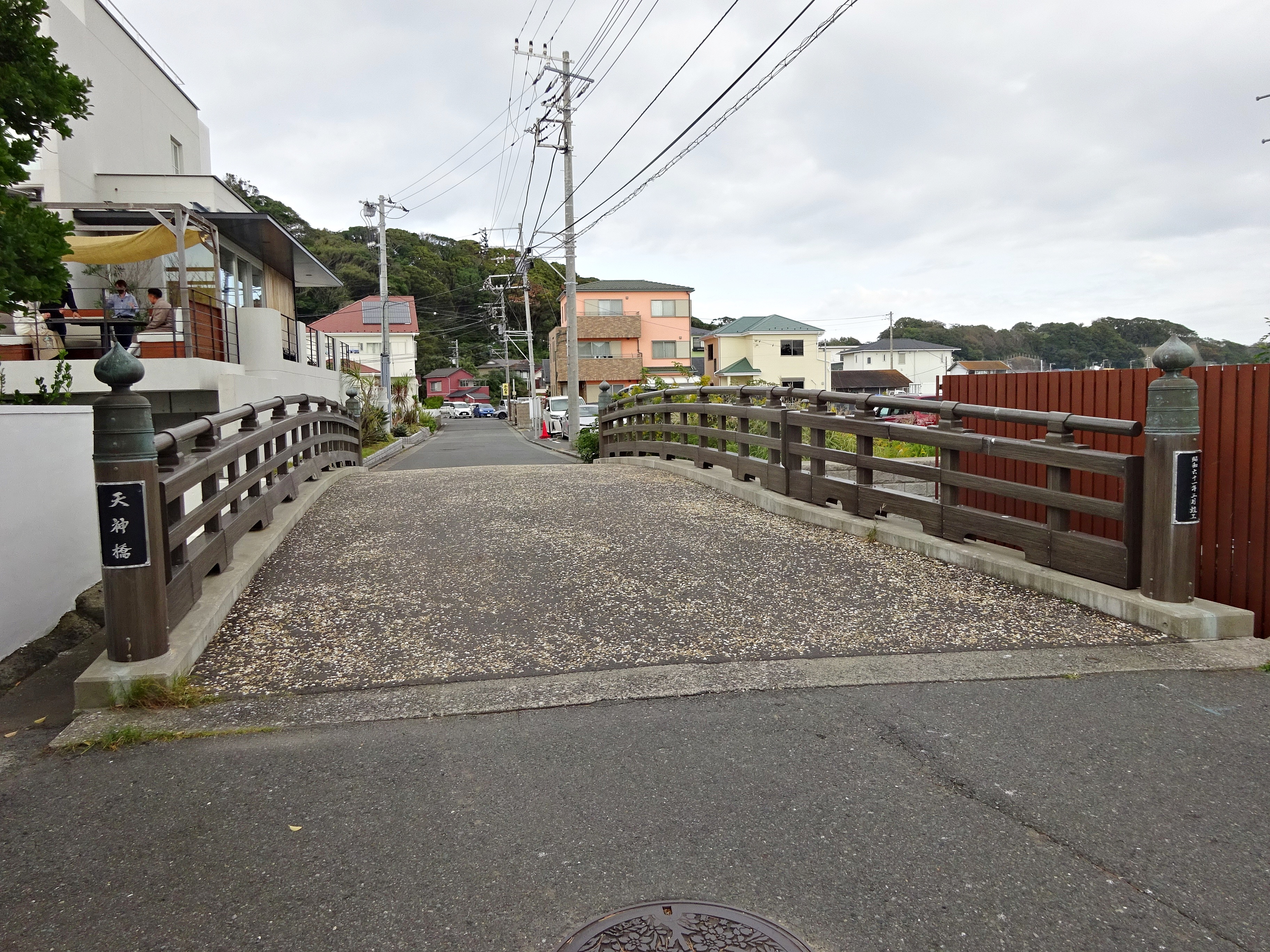
同島を結ぶ天神橋
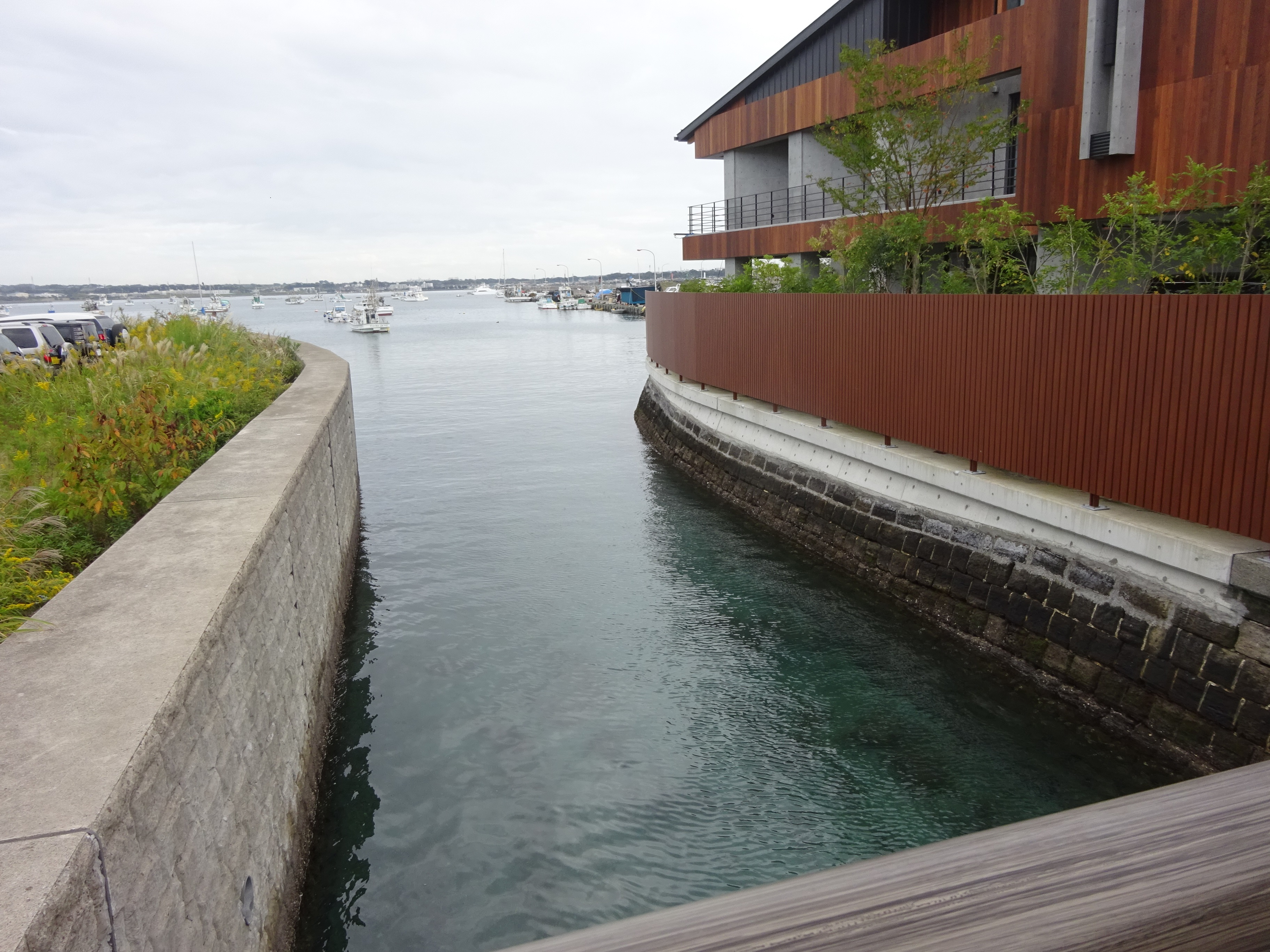
天神橋から佐島漁港側を撮影
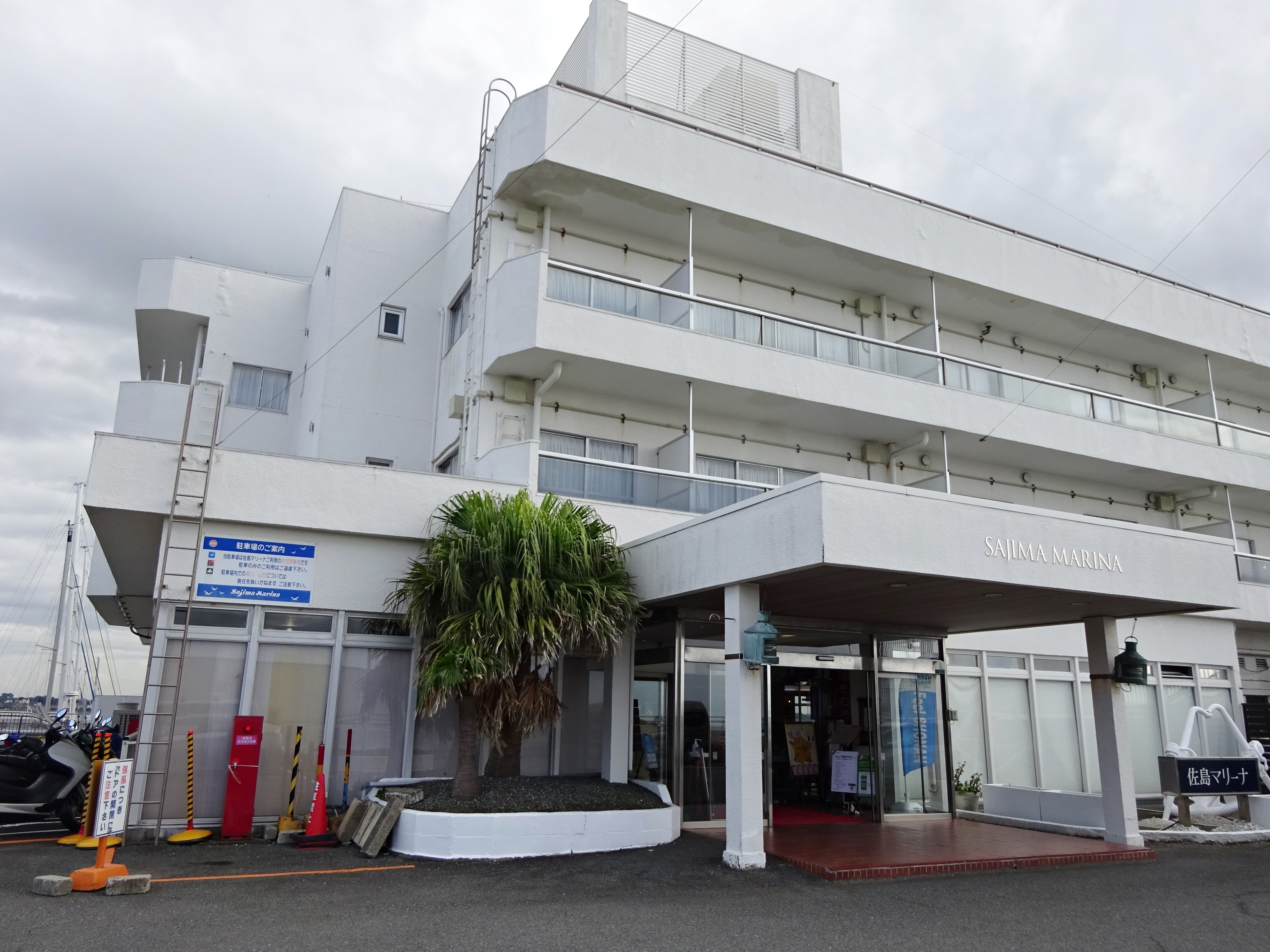
同島の佐島マリーナホテル

## 交通
- 三浦半島から小さな水路を隔てただけの島であり、天神橋を使って徒歩で簡単に渡ることができる。
- 横須賀線逗子駅、京急逗子線逗子・葉山駅から京浜急行バス。佐島マリーナ下車して徒歩数分。
- 自動車の場合は神奈川県道213号佐島港線を利用する。ただし島内に大きな駐車場はない。

## 周辺
- 佐島漁港
- 十一面観世音菩薩
- 京急湘南佐島なぎさの丘 - 新興住宅地